# تيموثي زان
تيموثي زان (بالإنجليزية: Timothy Zahn) (1 سبتمبر 1951، شيكاغو في الولايات المتحدة - ) كاتب وروائي أمريكي، حاصل على جائزة هوغو لأفضل رواية قصيرة عن «نقطة التتويج وغيرها من القصص» في العام 1984.

## روابط خارجية
- تيموثي زان على موقع IMDb (الإنجليزية)
- تيموثي زان على موقع ميوزك برينز (الإنجليزية)
- تيموثي زان على موقع ديسكوغز (الإنجليزية)